# MC68LC040
68LC040 – tańsza wersja mikroprocesora Motorola 68040 pozbawiona koprocesora, co obniża cenę i zużycie energii. Choć brak koprocesora pozycjonuje ten model bliżej rodziny 020, to nadal zawiera on pamięci cache rodziny 040 oraz używa techniki potokowej, dlatego jest znacznie szybszy niż 020.